# Bruno Saby
Bruno Saby (23 de Fevereiro de 1949) é um ex-piloto de ralis. Começou sua carreira no Rali de Monte Carlo em 1973 e parou após o Rali da Grã-Bretanha em 1991.